# Fjällig gallmusseron
Fjällig gallmusseron (Tricholoma bresadolanum) är en svampart som beskrevs av Clémençon 1977. Fjällig gallmusseron ingår i släktet musseroner och familjen Tricholomataceae.  Arten är reproducerande i Sverige. Inga underarter finns listade i Catalogue of Life.